# Rossland Range
Rossland Range är ett berg i Kanada.   Det ligger i provinsen British Columbia, i den södra delen av landet, 3 200 km väster om huvudstaden Ottawa. Toppen på Rossland Range är 1 971 meter över havet.
Terrängen runt Rossland Range är kuperad norrut, men söderut är den bergig. Närmaste större samhälle är Rossland, 13,3 km sydost om Rossland Range.
I omgivningarna runt Rossland Range växer i huvudsak barrskog. Runt Rossland Range är det ganska tätbefolkat, med 72 invånare per kvadratkilometer.